# Border Guard Police

Fahne der Border Guard Police

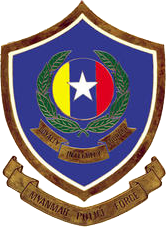
Schulterabzeichen der Border Guard Police

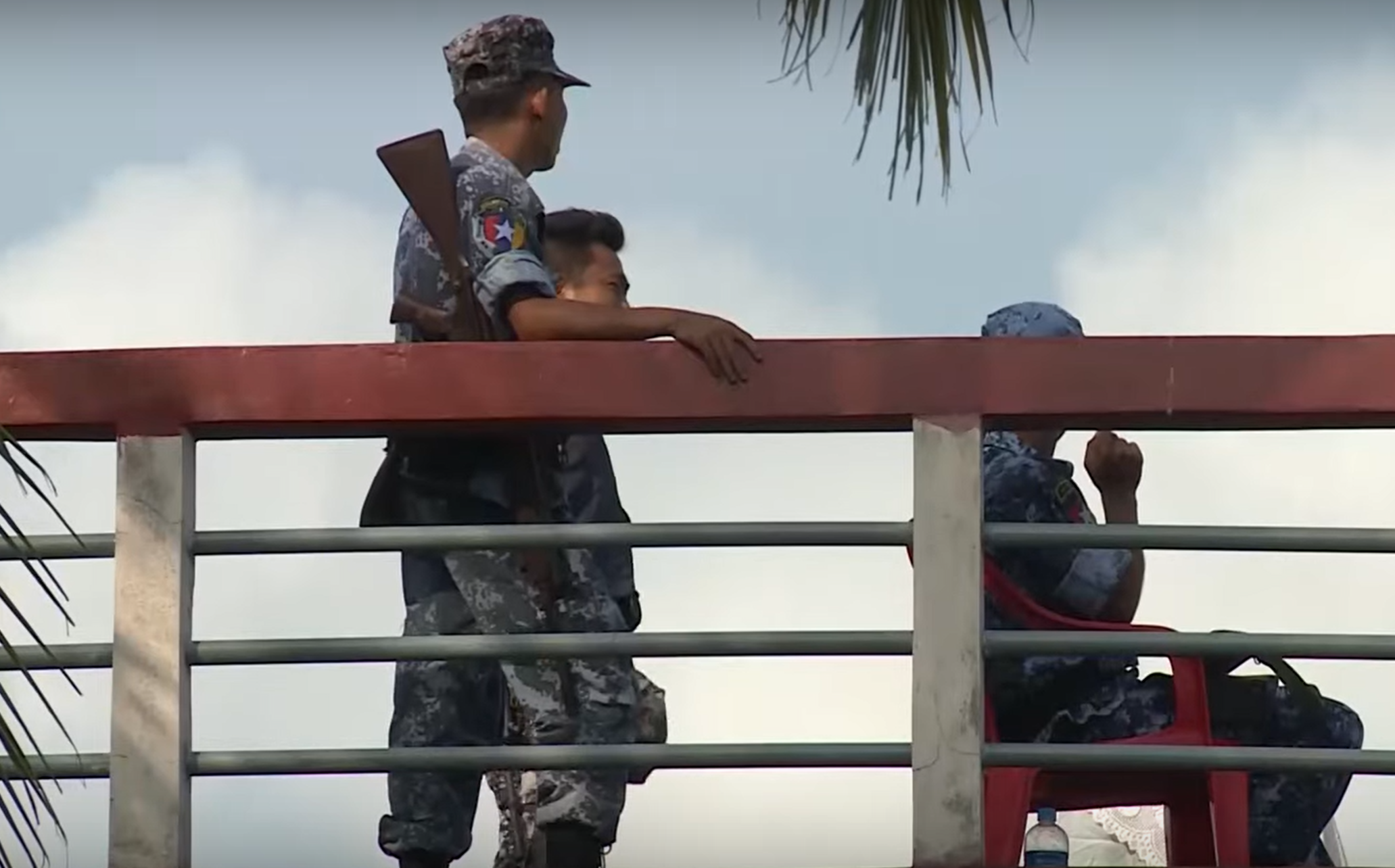
BGP Polizisten bei der Überwachung der Grenze zu Bangladesh.

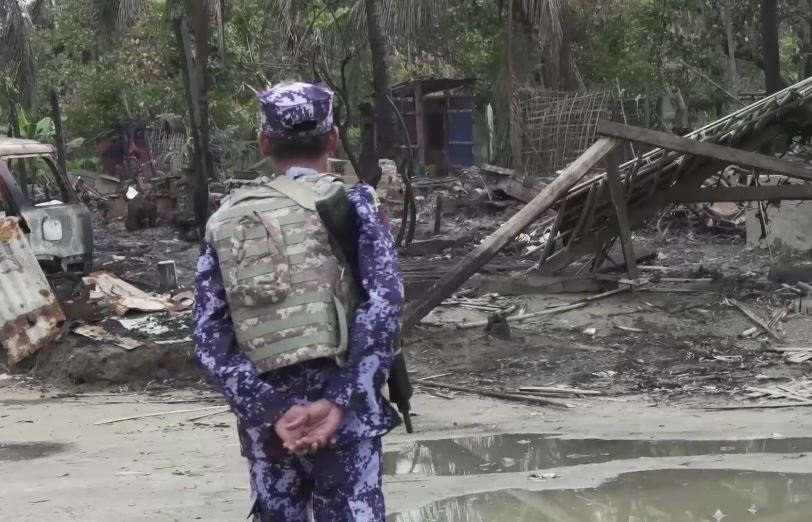
Ein BGP Beamter vor einem abgebrannten Haus 2017.

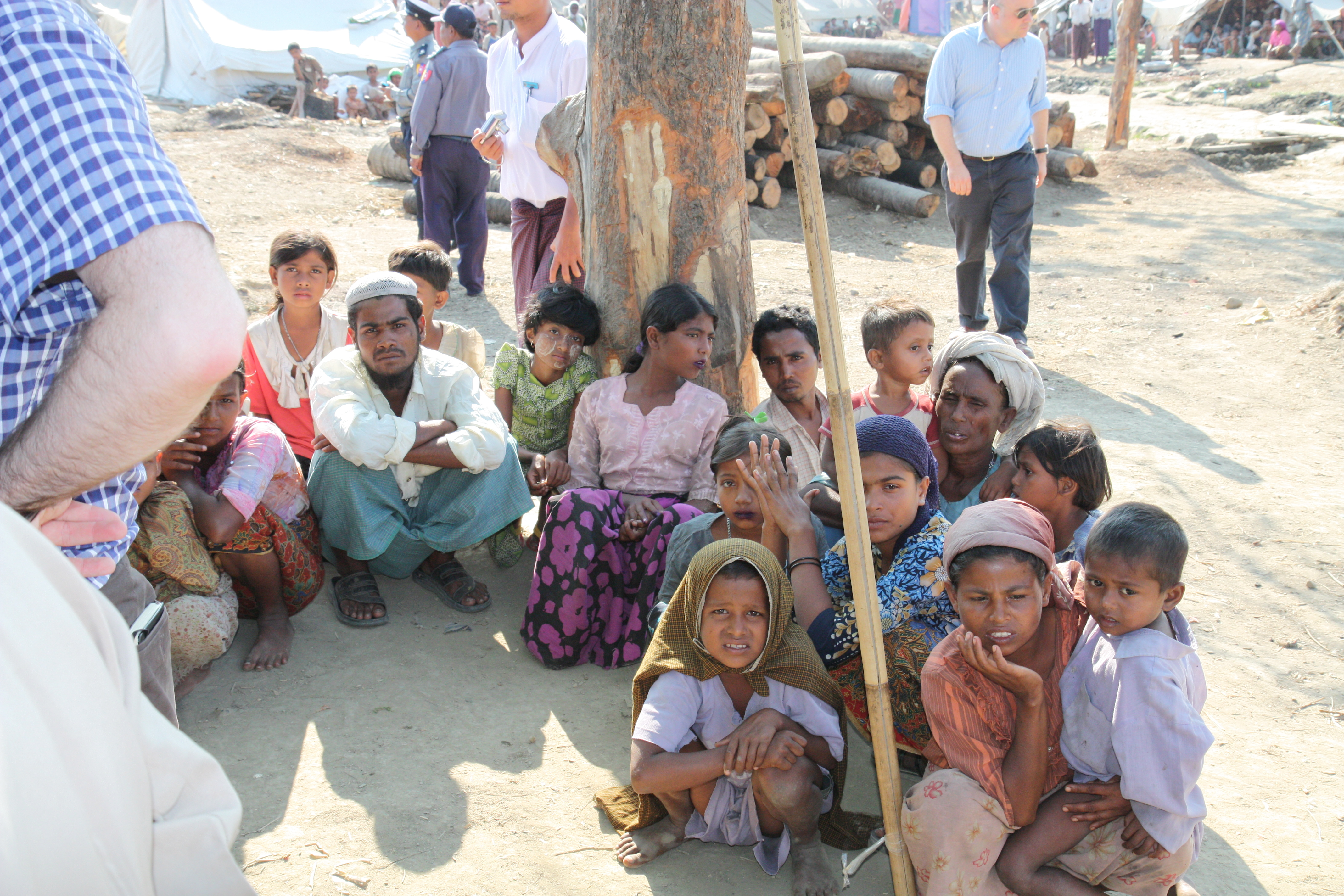
Der BGP wird vorgeworfen an der Vertreibung von Bewohnern muslimischen Glaubens im Arakan Staat beteiligt gewesen zu sein. Im Bild Flüchtlinge der Rohinya Minderheit.

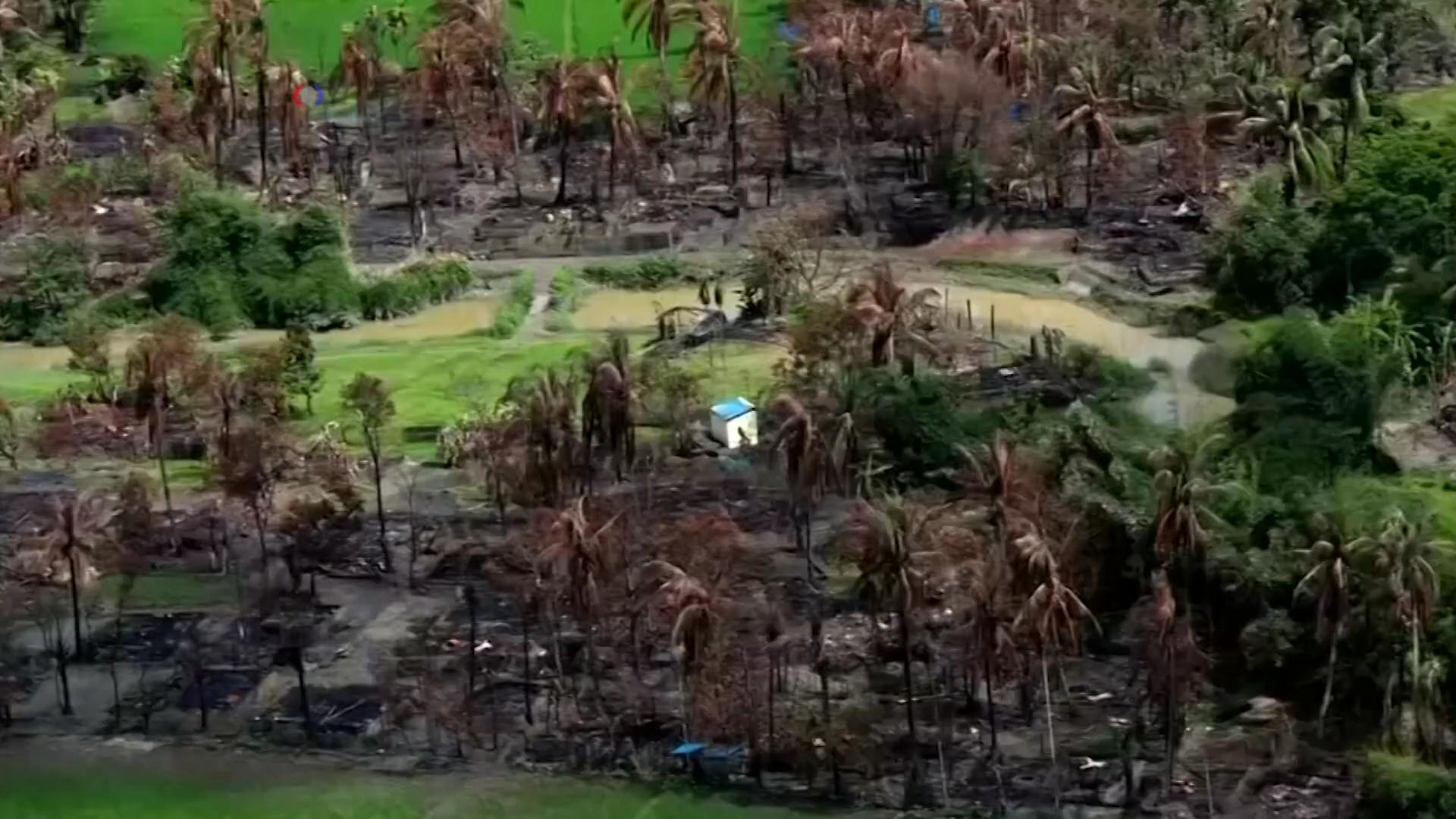
Niedergebranntes Dorf im Arakan Staat. Der BGP wird vorgeworfen hunderte von Dörfern im Staat abgebrannt und ihre Bewohner vertrieben zu haben.

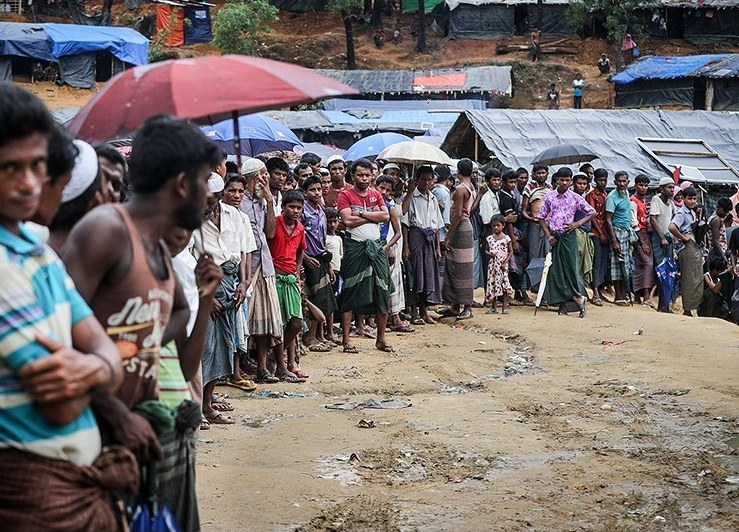
Menschenrechtler werfen der BGP vor, im Jahr 2017 an der Vertreibung von 600.000 Menschen beteiligt gewesen zu sein. Im Bild Flüchtlinge in Lagern in Bangladesh.

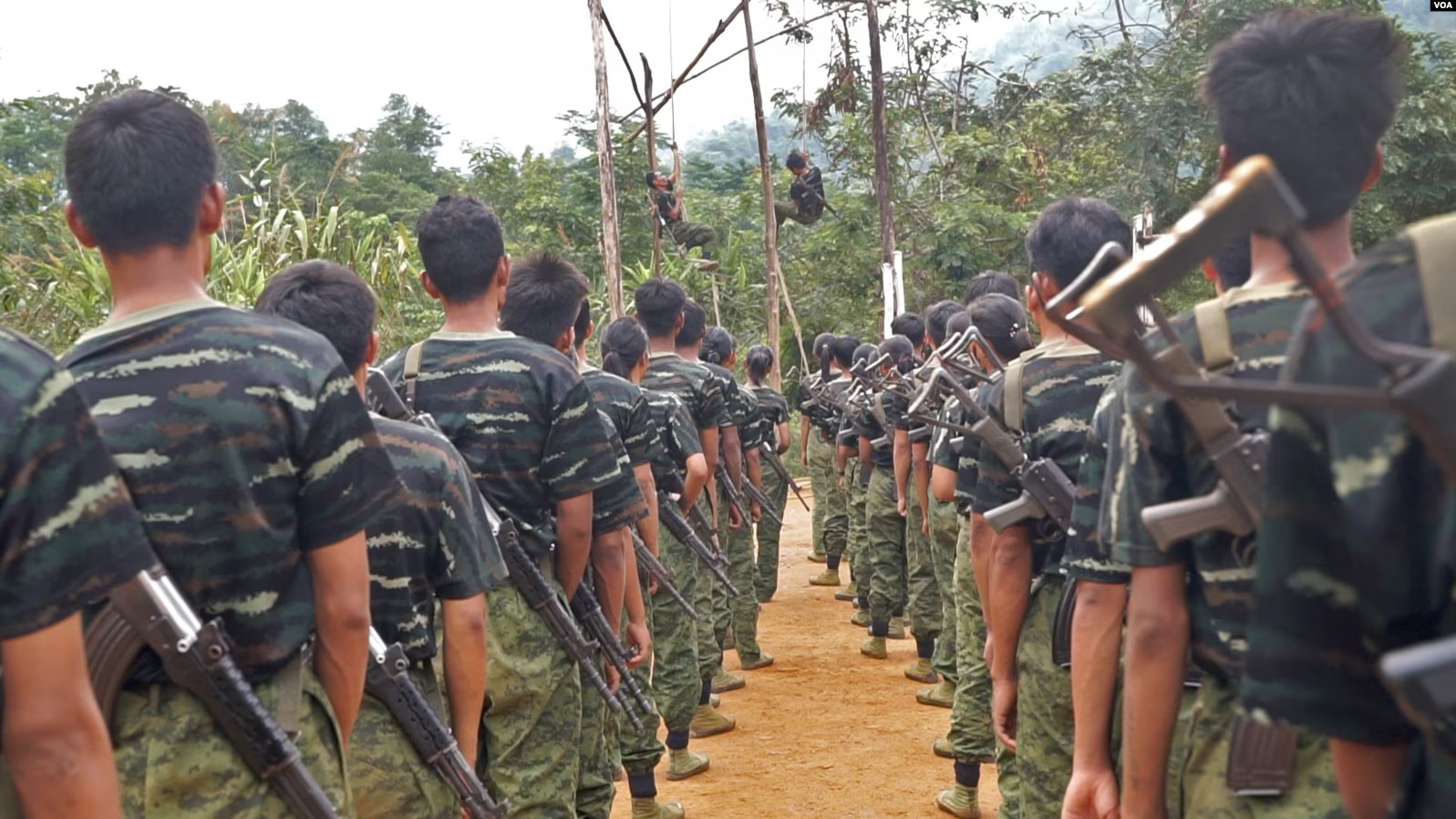
2024 führte die BGP einen fast aussichtslosen Kampf gegen die Einheiten der Arakan Army. Im Bild Mannschaften der Arakan Army beim Training.

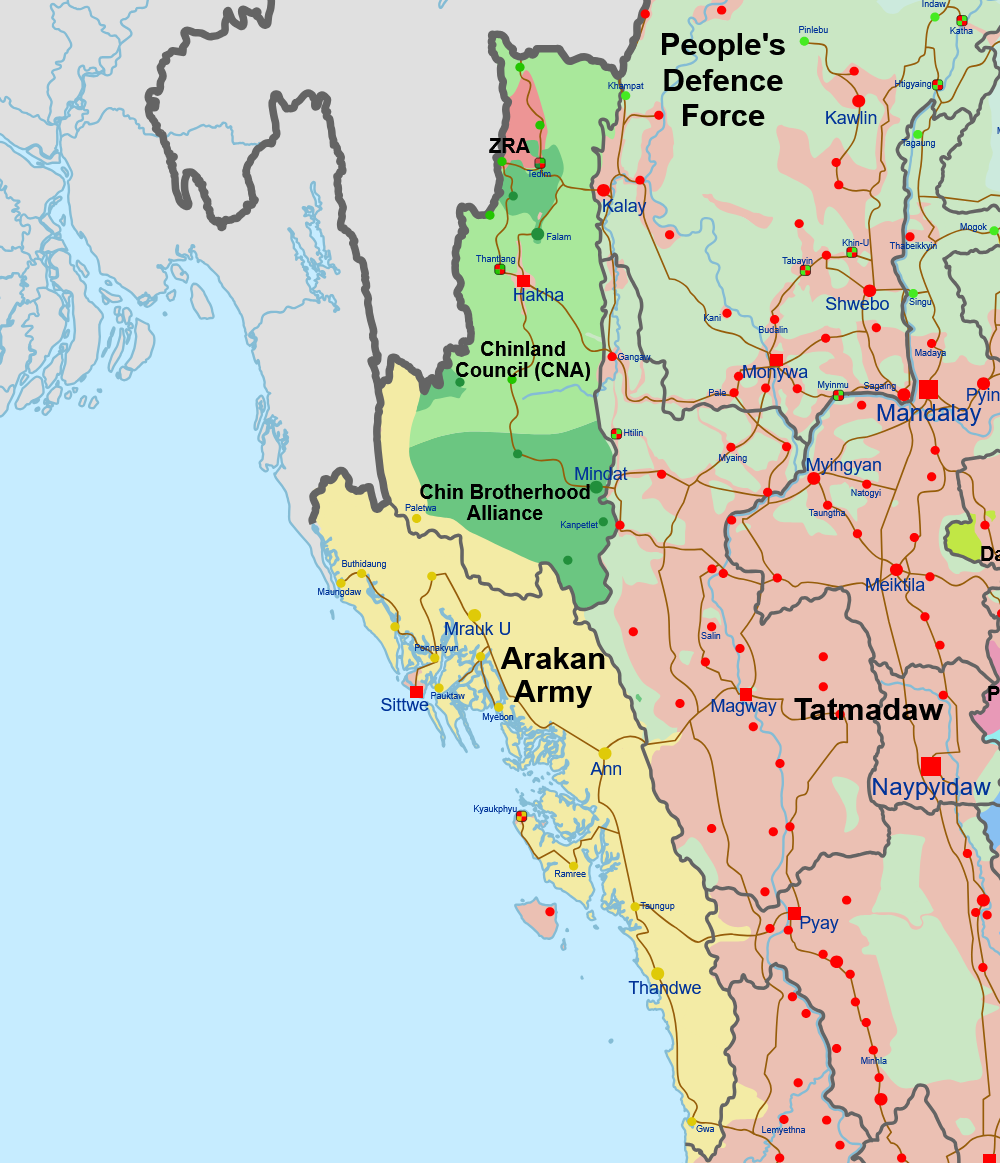
Situation im Arakan-Staat 2025. Gebiete der Arakan Army in Gelb, Gebiete unter der Kontrolle der Tatmadaw in Rot.

Als Border Guard Police Burmesisch: နယ်ခြားစောင့်ရဲတပ်ဖွဲ့; (kurz BGP) werden militärisch organisierte Spezialeinheiten der Polizei von Myanmar bezeichnet. Die BGP ist offiziell mit der Sicherheit der Grenze des Landes beauftragt, eine Rolle die primär der Tatmadaw zufiel und zufällt. Aber auch bei der Bekämpfung von illegaler Einwanderung spielt die BGP eine große Rolle. 2023 operierte die BGP primär im Arakan Staat. Ende 2024 galt die BGP als stark angeschlagen. Fast alle Stützpunkte der BGP wurden von der Arakan Army (kurz AA) überrannt. Die BGP wird beschuldigt, an schweren Menschenrechtsverletzungen und Kriegsverbrechen beteiligt gewesen zu sein.

## Geschichte
Die BGP wurde 2013 nach der Auflösung der Nasaka (Englisch: Border Immigration Headquarters) gegründet. Bei der Nasaka, die 1990 gegründet worden war, handelte es sich um eine Task Force verschiedener staatlicher Stellen wie der Einwanderungsbehörde, des Zolls und örtlicher Behörden, welche die Rohingya im Arakan Staat kontrollieren und verwalten sollte. Als Rohinya in Myanmar gelten Bewohner des Arakan Staats muslimischen Glaubens, die zwischen 1951 und 1971 illegal aus Chittagong in das Land eingereist waren, und deren Nachkommen. Viele Wissenschaftler widersprechen dieser Aussage. Die Mehrheit der Rohingya würde bereits seit den 1830ern im Arakan Staat leben, nachdem der Arakan Staat Teil von Britisch-Indien geworden war. Die Briten hätten muslimische Bewohner des heutigen Bangladesh nach Myanmar eingeladen, um dort zu arbeiten, und für die Verwaltung der neuerworbenen Gebiete. Andere Wissenschaftler weisen darauf hin, dass das 1785 untergegangene Königreich der Arakan auch Gebiete im heutigen Bangladesh umfasste und damit Bürger muslimischen Glaubens auch Teil des Königreichs gewesen waren. Den Rohinya wird die Staatsbürgerschaft verweigert, Geburten werden nicht registriert, sie unterliegen Reisebeschränkungen und dürfen ihren Wohnort ohne Genehmigung nicht verlassen. Mit der Verwaltung der Rohinya wurde die Nasaka betraut. Der Nasaka wird vorgeworfen, an den Pogromen der Arakan-Mehrheit gegen die Rohingya 2012 maßgeblich beteiligt gewesen zu sein. 140.000 flüchteten nach Bangladesh. Präsident Thein Sein ging am 12. Juli 2013 auf die größer werdende internationale Kritik an der Nasaka ein und löste das Nasaka-Hauptquartier auf.
Nach der Auflösung der Nasaka entstand ein Vakuum. Myanmarische Politiker forderten eine weitere Kontrolle der muslimischen Minderheit im Land. Daraufhin wurde die BGP gegründet. Im Gegensatz zur Nasaka, die primär aus ethnischen Arakanesen bestand, setzte sich die Mehrheit der BGP-Beamten aus Birmesen zusammen. Eigene Kasernen und Polizeiposten wurden im Arakan-Staat für die neue Polizeieinheit geschaffen.
Die BGP war 2016 und 2017 Ziel von Anschlägen von bewaffneten Rebellen. Nach den Angriffen 2016 und dem Verlust von Waffen wurden einige Offiziere der BGP verhaftet. Ihnen wurde Vernachlässigung ihrer Pflichten vorgeworfen. Es wäre unverständlich, dass es 100 mit Messern und Äxten bewaffneten Angreifern gelingen konnte, Posten der BGP zu überrennen. Der Kommandant des 2. Bataillons der BGP wurde zu 3 Jahren Gefängnis verurteilt, der Polizeikommandeur der BGP Maung Maung Khaing wurde durch den Armeeoffizier San Lwin ersetzt.
Nach Angriffen auf Posten der BGP am 25. August 2017 wurden die meisten Rohinya nach Bangladesch vertrieben. Dabei soll die BGP eine leitende Rolle übernommen haben. Inwiefern die Angriffe von der BGP inszeniert wurden, ist umstritten. Die BGP meldete 30 Angriffe alleine am 25. August 2017. Dabei sollen 12 BGP Beamte getötet worden sein. Interne Dokumente der BGP sprechen aber von 18 Angriffen ohne Verluste auf Seiten der BGP. Vor dem 25. August 2017 sollen BGP Beamte willkührlich Verhaftungen vorgenommen haben und die Stimmung damit verschlechtert haben. Auch wurden die Sicherheitskräfte Anfang August bedeutend verstärkt. Nach den Vertreibungen wurde der Kommandeur der BGP San Lwin von der zivilen Regierung ersetzt. San Lwin hatte behauptet die Rohinyas hätten ihre Dörfer selber in Brand gesteckt und seinen geflohen um internationale Aufmerksamkeit für ihre Sache zu erhalten. Es hätten keine Vertreibungen durch die Sicherheitskräfte stattgefunden. San Lwin wurde durch den Tatmadaw General Myint Toe ersetzt.
2024 überrannte die AA den Arakan-Staat und die meisten BGP-Kasernen und -Posten gingen verloren. Als letzter großer Stützpunkt fiel die zur Festung ausgebaute Kaserne des BGP Battalion 5 in Maungdaw im Dezember 2024 an die AA.  Viele BGP Beamte flüchteten nach Bangladesh und wurden von dort nach Myanmar zurückgeführt.

## Stärke
Über die Stärke der BGP gab es keiner zuverlässigen Angaben. Die Regierung in Myanmar veröffentlicht keine solchen Daten. Beobachter gehen von 3.000 bis 10.000 Mannschaften aus. Laut pressxpress soll die Stärke eines Bataillons 800 Mannschaften betragen haben. Es gibt – gab 9 dokumentierte Bataillone der BGP was auf eine Mannschaftsstärke von 7.200 Mannschaften vermuten lässt. Zu berücksichtigen ist allerdings, dass die wenigsten Einheiten in Myanmar ihre volle Mannschaftsstärke besitzen – besaßen. BGP Mannschaften waren mit G3 Sturmgewehren, leichten und schweren Maschinengewehren und 60 mm Granatwerfern ausgerüstet. Im Juni 2024 wurde die BGP durch Einheiten der Tatmadaw verstärkt. 4.000 Mannschaften und 300 Scharfschützen der Tatmadaw sollten die BGP Einheiten unterstützen. Die Stärke der angreifenden AA wurde zu diesem Zeitpunkt auf 40.000 Mannschaften geschätzt.

## Einheiten der BGP
- 1. Bataillon: Das Hauptquartier der BGP befand sich in der Kyeekanpyin Base der Tatmadaw. Die Basis wurde am 2. Mai 2024 von der AA erobert.[21]
- 2. Bataillon: War in Pann Taw Pyin stationiert. Es wurde im Juli 2024 von der AA erobert.[22] Die Basis diente anschließend als Flüchtlingslager und Gefangenenlager der AA. Dieses wurde im September 2024 von der Tatmadaw Luftwaffe bombardiert, 50 Menschen kamen ums Leben, darunter Mannschaften der BGP. Es ist der erste dokumentierte Fall, wo die Tatmadaw bewusst eigene Einheiten in Gefangenschaft bombardiert hat.[23]
- 3. Bataillon: Wurde nach Angaben der Zeitung The Irrawaddy von der AA erobert.[24]
- 4. Bataillon: War in Mawyawadi stationiert. Es fiel am 10. Juni 2024.[25]
- 5. Bataillon: Hatte seine Kaserne östlich von Maungdaw und wurde im Dezember 2024 von der AA erobert.[26][27] Die Schlacht zog sich über Monate hin. Die Belagerung der Kaserne begann am 4. August 2024. Die BGP kontrollierte während der Belagerung nur wenige Gebäude der Kaserne und war komplett von der Versorgung abgeschnitten.[28]
- 6. Bataillon: War in Inn Din stationiert und wurde von der AA am 5. Mai 2024 nach heftigen Gefechten und einer wochenlangen Belagerung überrannt. Die meisten Beamten der BGP und Soldaten der Tatmadaw konnten fliehen.[29]
- 7. Bataillon: Wurde nach Angaben der Zeitung The Irrawaddy von der AA erobert.[30]
- 8. Bataillon: Wurde nach Angaben der Zeitung The Irrawaddy von der AA erobert.[31]
- 9. Bataillon: War in Myinhlut stationiert und wurde im Juni 2024 von der AA überrannt.[32]

## Verwechslungsgefahr
Die BGP darf nicht mit der Border Guard Force (Kurz BGF) verwechselt werden. Bei der BGF handelt es sich um Einheiten bewaffneter, ethnischer Organisationen wie der Democratic Karen Buddhist Army, die einen Waffenstillstand unterschrieben haben, und aufgrund von Verträgen in die Tatmadaw integriert worden sind. Auch darf die BGP nicht mit der BGB der Border Guard Bangladesh verwechselt werden.